# Antarktopelta
Antarktopelta (Antarctopelta oliveroi) – roślinożerny dinozaur z grupy ankylozaurów (Ankylosauria).
Żył w okresie późnej kredy (ok. 74-70 mln lat temu) na terenach Antarktyki. Długość ciała ok. 4 m, wysokość ok. 1,5 m, masa ok. 900 kg. Jego szczątki znaleziono na Wyspie Jamesa Rossa.